# جان كارير
جان كارير (بالفرنسية: Jean Carrière)‏ هو كاتب فرنسي، ولد في 8 أغسطس 1928 في نيم في فرنسا، وتوفي بنفس المكان في 8 مايو 2005.

## وصلات خارجية
- جان كارير على موقع مونزينجر (الألمانية)